# Francuska Partia Komunistyczna
Francuska Partia Komunistyczna (fr. Parti communiste français, PCF) – radykalnie lewicowa i w części eurosceptyczna partia polityczna działająca we Francji, założona w Tours w 1920 roku. Od 1924 roku reprezentowana we francuskim parlamencie, kilkakrotnie uczestniczyła w rządach koalicyjnych. Szczytowy okres popularności partii przypadł na pierwsze lata po zakończeniu II wojny światowej – w wyborach w 1946 roku uzyskała 28,6% głosów, stając się największą siłą polityczną w kraju.
Partia publikuje dziennik L’Humanité, który po raz pierwszy ukazał się w 1904 jako organ socjalistów.

## Nazwa partii
- Francuska Sekcja Międzynarodówki Komunistycznej (Section Française de l’Internationale Communiste, SFIC) – 1920–1921
- Partia Komunistyczna (Parti Communiste, PC) – 1921–1943
- Francuska Partia Komunistyczna (Parti Communiste Français, PCF) – od 1943

## Historia

### Początki działalności partii
PCF, pierwotnie znana jako Francuska Sekcja Międzynarodówki Komunistycznej (SFIC), rozpoczęła swój polityczny byt po oddzieleniu się od socjalistów. Rozdział trwał od 1914, czyli od chwili rozpoczęcia I wojny światowej, gdy większość socjalistów poparła udział w wojnie. Do 1920 antywojenna mniejszość rozwinęła się do tego stopnia, przeciągając na swoją stronę wielu przywódców, że była w stanie się usamodzielnić i afiliować przy Międzynarodówce Komunistycznej. Bezpośrednim sygnałem do utworzenia partii był spór wewnątrz SFIO, czyli w Sekcji Francuskiej Międzynarodówki Robotniczej gdy ponad połowa delegatów SFIO na zjeździe w Tours opowiedziała się za członkostwem SFIO w Międzynarodówce Komunistycznej. Do nowego ugrupowania wstąpiła większość szeregowych działaczy dotychczasowej SFIO. Wśród założycieli partii znalazła się dotychczasowa grupa pacyfistycznie nastawionych socjalistów skupionych wokół pisma L’Humanité. Do radykalizacji tego środowiska doprowadził szczególnie zamach na Jeana Jaurèsa będącego przywódcą antywojennego skrzydła lewicy oraz działacze pochodzący z kolonii w tym Hồ Chí Minh, który w późniejszych latach założył niepodległościowy ruch wietnamski Việt Minh. Nowa partia zdobyła szerokie poparcie w związku zawodowym Powszechna Konfederacja Pracy. Najważniejszymi ideologami oraz organizatorami partii byli Paul Vaillant-Couturier i Marcel Cachin. Wraz z SFIC utworzono jej organizację młodzieżową Mouvement Jeunes Communistes de France.
W okresie lat 20. partia spotkała się z represjami ze strony rządu Alexandre Milleranda a jeszcze silniejsze represje spotkały ją ze strony Raymonda Poincaré. W 1924 roku partia zdobyła w wyborach poparcie 9,82% wyborców. W wyborach z 1928 roku w których wystartowała już pod nazwą Francuska Partia Komunistyczna i uzyskała 11.26% głosów. W 1930 roku z partii oderwała się grupa secesjonistów która utworzyła Partię Jedności Proletariatu przez co w 1932 roku komuniści zdobyli tylko 8.32% głosów (przedstawiciele PJP zdobyli 9 miejsc w parlamencie).
W 1934 roku działacze partii starli się z bojówkami organizacji prawicowych (monarchistycznych, faszystowskich i nacjonalistycznych) w trakcie kryzysu 6 lutego 1934 roku.
Od 1935 roku partia komunistyczna rozwinęła się w partię masową, korzystając ze sformułowanej na VII Kongresie Kominternu polityki Frontów Ludowych, która w miejsce dotychczasowej walki z partiami socjalistycznymi i socjaldemokratycznymi (określanymi jako „socjalfaszystowskie”) propagowała sojusze z partiami socjalistycznymi i postępowymi partiami mieszczańskimi dla zwalczania faszyzmu, rozszerzającego się po objęciu władzy w Niemczech przez Adolfa Hitlera i NSDAP. PC w 1935 roku utworzyła koalicję z SFIO i radykałami (francuskimi liberałami) (Front Ludowy). Ugrupowania lewicowe skupione w koalicji Frontu Ludowego wygrały wybory które odbyły się w 1936 roku a sami komuniści zdobyli 15,26% głosów. Komuniści poparli rząd centrolewicy Léona Bluma, lecz sami nie weszli w jego skład. Po wybuchu hiszpańskiej wojny domowej wielu członków partii zasiliło szeregi Brygad Międzynarodowych, jednym z ich dowódców został członek Biura Politycznego PC (od 1932) i sekretarz Kominternu (od 1935) André Marty. Jego bezwzględność w postępowaniu wobec przeciwników stalinizmu (w tym co najmniej pięćset wykonanych na jego rozkaz egzekucji) sprawiła, że był znany pod przydomkiem rzeźnika z Albacete (El Carnicero).
Partia zyskała szerokie poparcie w koloniach, w 1931 roku jej działacze otworzyli targi „Prawda o koloniach” w których przedstawiono sytuację mieszkańców kolonii w tym m.in. pracę przymusową i zbrodnie dokonywane przez administrację. W 1934 roku Tunezyjska Federacja PC przekształciła się w odrębna Tunezyjską Partię Komunistyczną. W 1936 roku utworzono antykolonialną Komunistyczną Partię Regionu Madagaskaru będącą sekcją Partii Komunistycznej, ugrupowanie zostało rozwiązane dwa lata później. W tym samym czasie zaczęły uaktywniać się tendencje trockistowskie które doprowadziły do secesji niektórych działaczy partii. Wśród założycieli trockistowskiej IV Międzynarodówki znaleźli się były członek PCF Pierre Frank i jeden z założycieli partii komunistycznej, Boris Souvarine.

### II wojna światowa
Francuska Partia Komunistyczna po zawarciu 23 sierpnia 1939 paktu Ribbentrop-Mołotow rozpoczęła kampanię antywojenną posuwając się do wzywania żołnierzy francuskich do dezercji, co w istniejącej sytuacji było działaniem na rzecz III Rzeszy. Jednak nie wszyscy członkowie partii zgadzali się z nową doktryną. Wielu znanych działaczy wystąpiło z jej szeregów, wśród nich znalazło się również 21 z 73 deputowanych PC we francuskiej Izbie Deputowanych, pozostali głosowali 2 września 1939 przeciw kredytom wojennym. Sekretarz generalny Partii Komunistycznej Maurice Thorez, powołany do wojska zdezerterował, uciekł do ZSRR i został przez sąd wojenny Francji skazany na śmierć za dezercję (wyrok został uchylony w 1944 przez gen. de Gaulle wobec wejścia Francuskiej Partii Komunistycznej w skład Francuskiego Rządu Tymczasowego). Konsekwencją działań PC była oficjalna delegalizacja francuskiej partii komunistycznej 26 września 1939 jako ugrupowania antypaństwowego. Propaganda PC, kontynuowana mimo delegalizacji partii, nie pozostała jednak bez skutku na morale armii francuskiej i postaw żołnierzy w czasie kampanii francuskiej. W kulminacyjnym momencie ofensywy Wehrmachtu na Francję Maurice Thorez w audycjach radiowych z Moskwy wzywał oddziały francuskie, by nie stawiały oporu.
Pod okupacją niemiecką PC (Jacques Duclos) podjęła rozmowy z niemieckimi władzami okupacyjnymi w kwestii oficjalnego wydawania w Paryżu dziennika partyjnym L’Humanité. Pomimo wcześniejszego antywojennego stanowiska partii już od 1940 działacze ugrupowania brali udział w oporze przeciw represjom nazistowskim i rządu kolaboracyjnego.
Po agresji III Rzeszy na ZSRR komuniści francuscy rozpoczęli aktywne uczestnictwo we francuskim ruchu oporu (Résistance), odzyskując wiarygodność w oczach części opinii publicznej Francji. W 1936 roku partia liczyła 235 000 członków, w czasie okupacji z rąk Niemców zginęło aż 75 000 członków PCF. W 1941 roku powstała związana z FPK organizacja partyzancka Wolni Strzelcy i Partyzanci Francuscy oraz jej sekcja dla imigrantów Wolni Strzelcy i Partyzanci – Imigrancka Siła Robocza, której to jednym z dowódców został Ormianin Missak Manukian. Grupa FTE-MDO tworzyła część siatki składającej się z około 100 bojowników, którzy byli odpowiedzialni praktycznie za wszystkie akty zbrojnego oporu w regionie Paryża od marca do listopada 1943. Po zabójstwie Manukiana przez Niemców, okupanci zorganizowali ogromną kampanię propagandową, rozwieszając na ulicach miast słynne „czerwone afisze” („affiches rouges”) w łącznej liczbie piętnastu tysięcy zawierające fotografie Manukiana i jego towarzyszy-imigrantów.
W ruchu oporu związanym z PCF wzięli udział też Polacy którzy aktywnie włączyli się do tworzenia sekcji imigranckiej opozycji antyhitlerowskiej. Polacy walczyli w międzynarodowych jednostkach partyzanckich, m.in. w batalionie „Stalingrad” dowodzonym przez Polaka B. Maślankiewicza, w zgrupowaniu B. Tajchmana „Łaskawca” w departamencie Aveyron, w oddziale Ormianina M. Manouchiana w Paryżu, w oddziale kpt. L. Bernare’a. Na terytorium Francji działały w różnych okresach oddziały FTP-MOI, m.in. pod dowództwem M. Bargiela, R. Piotrowskiego, F. Żmudy, A. Chrosta, J. Szumlańskiego, T. Domżała, J. Szymczaka. Wiosną 1944 formacje partyzanckie zarówno prolondyńskich i promoskiewskich grup ruchu oporu weszły w skład Francuskich Sił Wewnętrznych (Forces Francaises de F’Interieur – FFI), powołanych przez Narodową Radę Ruchu Oporu (Conseil National de la Resistance – CNR). Polskie organizacje konspiracyjne i oddziały partyzanckie utrzymały swój narodowy i organizacyjny charakter, strukturę oraz samodzielność organizacyjną i nazwy. Grupy i oddziały partyzanckie występowały jako FTP-FFI; ich reprezentacją był Polski Komitet Wyzwolenia Narodowego we Francji oraz sieć komitetów terenowych. W organizacjach związanych z FTP udział wzięło 20 tysięcy Polaków.
Przedstawiciele Francs-tireurs partisans w sierpniu 1944 roku nasilili akcje sabotażowe wokół Paryża, których celem był paraliż komunikacyjny linii kolejowej. Działania te częściowo wsparli kolejarze, którzy 3 sierpnia zagrozili strajkiem. Wysunęli oni również żądania uwolnienia więźniów politycznych, większych racji chleba oraz wypłacenia z góry trzymiesięcznej pensji. Niemcy odrzucili te postulaty w wyniku czego strajk na kolei rozpoczął się 10 sierpnia na 17 głównych dworcach Paryża co spowodowało paraliż komunikacyjny w mieście i okolicy. 18 sierpnia komendant FFI (czyli siatki ruchu oporu) regionu paryskiego Henri Rol-Tanguy zarządził mobilizację wszystkich paryżan do walki z Niemcami, tego samego dnia ogłoszono też strajk powszechny. Wydarzenia te stały się pretekstem do wybuchu powstania paryskiego. Największe liczebnie w powstaniu były oddziały Francuskich Sił Wewnętrznych FFI pod dowództwem zwolennika komunizmu pułkownika Henriego Rol-Tanguya. W powstaniu brały również udział bojowe oddziały FTFP Francuskiej Partii Komunistycznej.

### Po II wojnie światowej
Z chwilą wyzwolenia Francji w 1944 komuniści weszli do koalicji rządzącej kierowanej przez gen. de Gaulle’a. Wygrali wybory w 1945 roku zdobywając 26,1% głosów. W 1947 zostali zmuszeni do opuszczenia rządu Paula Ramadiera. Pomimo wykluczenia z rządu utrzymali wysokie poparcie społeczne, a nawet zwiększyli je i w rezultacie wygrali wybory w 1951 roku z wynikiem 26,7% głosów. W okresie Czwartej Republiki wielokrotnie otrzymywali w rozmaitych wyborach krajowych i regionalnych najwięcej głosów, ale nigdy nie zostali dopuszczeni do uczestnictwa w jakimkolwiek rządzie. W 1947 roku PCF współtworzyła Kominform, czyli Biuro Informacyjne Partii Komunistycznych i Robotniczych.
W latach 60. opowiedziała się za parlamentarną drogą walki o przemiany systemowe. Część młodych działaczy zwróciła się w stronę radykalizmu wśród nich znalazł się Alain Krivine, który został wydalony z partii w 1965 roku za to że sprzeciwił się poparciu w wyborach prezydenckich kandydata socjalistów François Mitterranda. Krivine wraz z grupą secesjonistów utworzył trockistowską Rewolucyjną Ligę Komunistyczną. W maju 1968 roku doszło do fali strajków i protestów studenckich który ogarnęły cały kraj. Brutalne ataki policji na demonstrantów doprowadziły do fali strajków, w których znaczącą rolę odegrali komuniści z CGT. Po zdławieniu Praskiej Wiosny przez wojska Układu Warszawskiego, komuniści francuscy zaczęli się sukcesywnie dystansować od Moskwy (tzw. eurokomunizm), stając się ostatecznie surowym krytykiem „monopolistycznego kapitalizmu państwowego”. W 1969 roku komuniści wystawili własnego kandydata do wyborów prezydenckich, był nim Jacques Duclos, który uzyskał 21,27% głosów. Na początku lat 70. doszło do złagodzenia przez PCF stanowiska. W 1971 roku nawiązała ona porozumienie z Partią Socjalistyczną. W czerwcu 1971 roku uchwalono program działania wspólnego rządu lewicy. Na mocy porozumienia z socjalistami Francuska Partia Komunistyczna zaakceptowała normy funkcjonowania demokracji liberalnej. 27 czerwca 1972 roku PCF i PS podpisały Wspólny program rządowy Francuskiej Partii Komunistycznej i Partii Socjalistycznej, porozumienie to podpisało wkrótce także ugrupowania o nazwie Ruch Lewicowych Radykałów (lewicowi liberałowie). Jedność lewicy i sojusz z komunistami potwierdziły zjazdy Partii Socjalistycznej z 1973, 1975, 1976 i 1977 roku.
Wspólny program lewicy zakładał nacjonalizację zasobów bogactw naturalnych Francji, gałęzi przemysłu (których zamienia w sektorze publicznym pokrywają całość ich produkcji) lotniczego, morskiego, nuklearnego, elektronicznego, aeronautycznego. Program zakładał poszerzenie sektora publicznego poprzez tworzenie nowych przedsiębiorstw państwowych i „organizmów koordynacyjnych” w przemyśle budowniczym i farmaceutycznym. Nacjonalizacja wzbudziła pewne spory pomiędzy socjalistami i lewicowymi liberałami a komunistami – komuniści zaproponowali bowiem nacjonalizację koncernów tj. Puegot-Citroen, CFP-CFR-Total, Denain, Marine Wendel, Empain-Schneider. Propozycje komunistów zostały jednak odrzucone przez kierownictwo PS. We wspólnym programie partie lewicy zobowiązały się zwiększyć liczbę miejsc pracy o 500 tysięcy w pierwszym roku po przejęciu władzy. W czerwcu 1977 roku zjazd PS uchwalił dokument według którego PS jest dominującą organizacją w łonie lewicy francuskiej a komuniści powinni przyjąć model demokratycznego socjalizmu zgodnego z doktryną PS. Socjaliści żądali aby komuniści odrzucili leninowską koncepcję centralizmu demokratycznego oraz koncepcję dyktatury proletariatu.

### Udział w rządzie lat 80.
W wyborach prezydenckich na wiosnę 1981 roku zwycięstwo odniósł kandydat centrolewicy, François Mitterrand który pokonał m.in. Georgeas Marchaisa z PCF który uzyskał ponad 15%. Mitterand zarządził wybory do Zgromadzenia Narodowego w którym dotychczas większość posiadały ugrupowanie o profilu prawicowym. W wyborach które odbyły się 14 czerwca w pierwszej turze socjaliści uzyskali 37,51% głosów natomiast w drugiej zdobyli 270 mandatów (na 491) tym samym zdobyli oni większość bezwzględną. Socjaliści utworzyli rząd na czele którego stanął Pierre Mauroy. Do rządu weszli też ministrowie reprezentujący PCF która zdobyła 16,17% głosów. Rząd socjalistów zwiększył środki na pomoc w zakresie opieki społecznej, rozszerzył kompetencję władz regionalnych i zwiększył uprawnienia pracowników. 1 lutego 1982 roku wszedł w życie dekret zmniejszający tygodniowy wymiar pracy z 40 do 39 godzin, ustawa wprowadzała w życie piąty płatny tydzień urlopu wypoczynkowego. Lewicowcy w trakcie rządów przeprowadzili nacjonalizację która objęła pięć grup przemysłowych (choć program PS, FPK i Lewicowej Partii Radykalnej przewidywał nacjonalizację 9 grup) działających w przemyśle militarnym oraz chemicznym. Znacjonalizowane zostały – Compagnie Generale d’Electricite, Thomson-Brandt, Rhone-Poulenc, Pechiney-Ugine-Kuhlman, Saint Gebain-Pont-a-Mousson. Rząd lewicy przejął większość udziałów w koncernach Matra i Dassault. Socjaliści znacjonalizowali też dwie kompanie finansowo-bankowe kontrolujące pakiety innych spółek akcyjnych i 39 banków. Dzięki przeprowadzeniu nacjonalizacji w latach 80. w rękach państwa znajdowało się 23% francuskiego przemysłu, 75% kredytów, 95% depozytów bankowych a zatrudnienie w sektorze państwowym wzrosło o 900 tysięcy pracowników. Nacjonalizację poprzedziła długotrwała batalia parlamentarna. Ustawa weszła w życie 13 lutego 1982 roku, opozycja próbowała doprowadzić do odrzucenia ustawy poprzez zgłaszanie rekordowych liczb poprawek (było ich aż 1500) czy też poprzez blokowanie jej w Senacie i zaskarżanie do Rady Konstytucyjnej. Ustawa ostatecznie weszła w życie po wniesieniu poprawek zasugerowanych przez Radę Konstytucyjną. W 1984 roku nowym premierem został socjalista Laurent Fabius, który kontynuował sojusz z komunistami jednak będąc u władzy prowadził umiarkowaną politykę ekonomiczną, typową dla zachodnich partii socjaldemokratycznych.
W 1988 roku komuniści wystawili w wyborach prezydenckich swojego kandydata którym był André Lajoinie. Wejście do rządu Mitterranda przyspieszyło erozję dotychczasowej formuły partii, przypieczętowaną ostatecznie zerwaniem Żelaznej kurtyny w 1989.

## Współcześnie
W 1995 Robert Hue jako lider komunistów wystartował w wyborach prezydenckich. W pierwszej turze uzyskał 8,64% głosów. W 1997 roku lewica zyskała przewagę w Zgromadzeniu Narodowym, a Lionel Jospin objął stanowisko premiera. Socjaliści i komuniści utworzyli rząd koalicyjny. Jospin przeforsował kilka radykalnych reform tj. wprowadzenie 35-godzinnego tygodnia pracy. Premierami następnych centrolewicowych gabinetów byli kolejno Michel Rocard i Édith Cresson. Socjaliści i komuniści utracili władzę w 2002 roku. W 2009 roku były lider partii Robert Hue założył nową partię pod nazwą Zjednoczony Ruch Postępowy (Mouvement unitaire progressiste), dopuszczając przy tym możliwość zachowania członkostwa w innej formacji.
W wyborach parlamentarnych w 2012 zdobyła 9 mandatów.
Partia jest członkiem Frontu Lewicy, który utworzyła w 2008 roku wraz z eurosceptyczną Partią Lewicy. Każdego września partia organizuje tradycyjny festiwal „Fête de L’Humanité”.
Od 2024 jest członkiem francuskiej koalicji Nowego Frontu Ludowego.

## Kierownictwo partii
Najdłużej sprawował władzę w partii Maurice Thorez, który pełnił funkcję sekretarza generalnego od 1930 aż do śmierci w 1964. Przez większość tego okresu jego zastępcą był Jacques Duclos, który przejął funkcję na okres 1964–1972, a startując w wyborach prezydenckich w 1969 zdołał nawet uzyskać 21% głosów. Thorez i Duclos byli odpowiedzialni za stalinizację partii w latach 30. i wyrzucenie z niej wszystkich dysydentów, przede wszystkim trockistów. W latach 1972–1994 sekretarzem generalnym partii był Georges Marchais, którego zastąpił w latach 1994–2001 Robert Hue. Obecnym przywódcą partii jest Pierre Laurent.

## Ideologia
Od lat 60. widoczny był zwrot w stronę eurokomunizmu. W 1980 roku z inicjatywy Georges’a Marchaisa połączono „demokratyczną burżuazję” z retoryką marksizmu-leninizmu. W tym czasie PCF dalej działała na zasadach centralizmu demokratycznego, odrzucała krytykę ZSRR i określała się jako partia rewolucyjna i leninowska. W 1994 roku gdy liderem partii został Robert Hue ideologia FPK i wewnętrzna organizacja przeszła duże zmiany. Hue wyraźnie odrzucił radziecki model i przyjął bardzo ostrą krytykę wobec radzieckich przywódców którzy „odrzucali przez lata prawa człowieka” i stosowali ograniczanie indywidualnych swobód realizując osobiste aspiracje. Obecnie Francuska Partia Komunistyczna uważa Związek Radziecki jako „zboczenie” modelu komunistycznego i jednoznacznie odrzuca stalinizm. PCF nie uznaje rozpadu Związku Radzieckiego za upadek idei komunizmu i bagatelizuje rozpad radzieckiego wydania komunizmu uważając że był to jedynie system ustrojowy. FPK dystansuje się od dawnego, historycznego przywiązania do Moskwy i ZSRR.
Na przestrzeni lat ideologia PCF przeszła znaczącą ewolucję w niektórych tematach jednak zachowała spójność w innych kwestiach. Jedna z najbardziej znaczących zmian przyszła w poglądach na prawa jednostki i imigrację. Jeszcze w latach 70. PCF uważała homoseksualizm i feminizm za „śmieci” kapitalizmu aby w późniejszych ewoluować w kierunku tolerancji i pełnego wsparcia dla praw homoseksualistów oraz poparcia dla idei feminizmu. W latach 80. partia poparła obniżenie wieku na zawarcie związków homoseksualnych i sprzeciwiła się próbom delegalizacji homoseksualizmu. W 1998 roku poparła wprowadzenie cywilnych związków partnerskich, w tym dla par homoseksualnych. Obecnie popiera także małżeństwa homoseksualne. 12 lutego 2013 roku posłowie komunistyczni w większości głosowali w Zgromadzeniu Narodowym za poparciem dla małżeństw jednopłciowych i za adopcją dla par homoseksualnych, jeden deputowany był natomiast przeciwny tym zmianom.
Także stanowisko wobec imigracji znacznie zmieniło się od lat 80. a partia obecnie sprzyja prawom imigranckim. Sytuacja różnie wyglądała w przeszłości a szczególnie na początku lat 80. Georges Marchais do kampanii prezydenckiej z 1981 roku szedł z antyimigranckimi postulatami, a w 1980 roku kierownictwo PCF opowiedziało się za ograniczeniem imigracji.PCF uważało, że prawicowy rząd chce wcisnąć imigrantów do gett umiejscowionych w miastach robotniczych.
Kwestią która nie zmieniła się w ideologii PCF jest zagorzała opozycja wobec kapitalizmu który musi być „pokonany” ponieważ zgodnie z ideologią PCF jest on „zmęczony” i „na skraju upadku”. Partia komunistyczna zinterpretowała aktualny przebieg globalizacji jako potwierdzenie tez Karola Marksa i Fryderyka Engelsa na temat przyszłego rozwoju kapitalizmu. Partia uważa, że kryzys finansowy lat 2007–2008 i wielka recesja jeszcze bardziej uzasadniają apele o likwidację kapitalizmu. Sprawą niejasną jest to w jaki sposób kapitalizm na zostać pokonany i jaki system ma go zastąpić. Tekst przyjęty na XXXVI Kongresie partii w lutym 2013 roku powtórzył apel partii o potrzebie likwidacji kapitalizmu, PCF określiła kapitalizm mianem „barbarzyństwa”, „niszczenia planety” i „dziką konkurencją”. Kontrastując kapitalizm PCF proponuje alternatywę oparta na zasadach egalitaryzmu, humanizmu i demokracji. Program podkreśla emancypację ludzi, rozwój „wszystkich i każdego”, prawo do szczęścia i godności przez każdego człowieka niezależnie od płci, rasy czy orientacji seksualnej. Partia deklaruje że budowa egalitarnego społeczeństwa jest niemożliwa w kapitalizmie który prowadzi do „dominacji i nienawiści”.
Partia zajmuje stanowisko eurosceptyczne.